# Raster-Noton
Raster-Noton est un label de musique électronique allemand.

## Caractéristiques

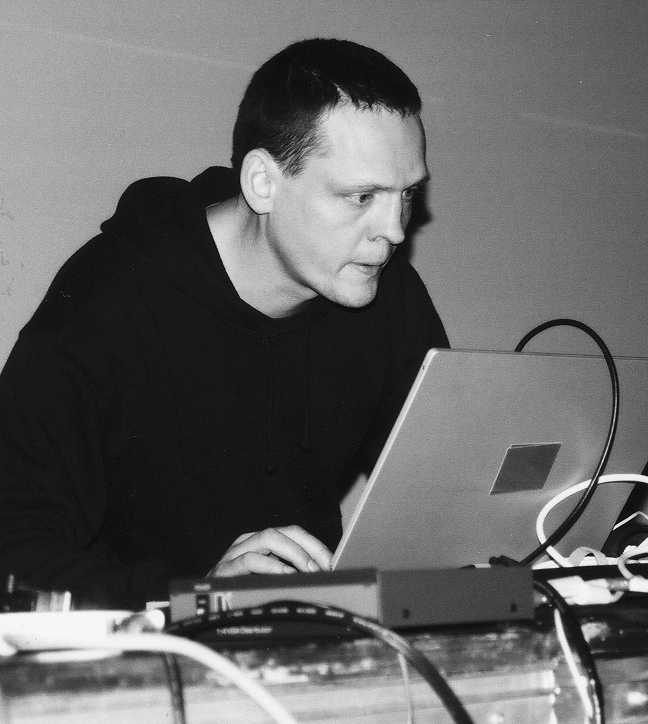
Carsten Nicolai.

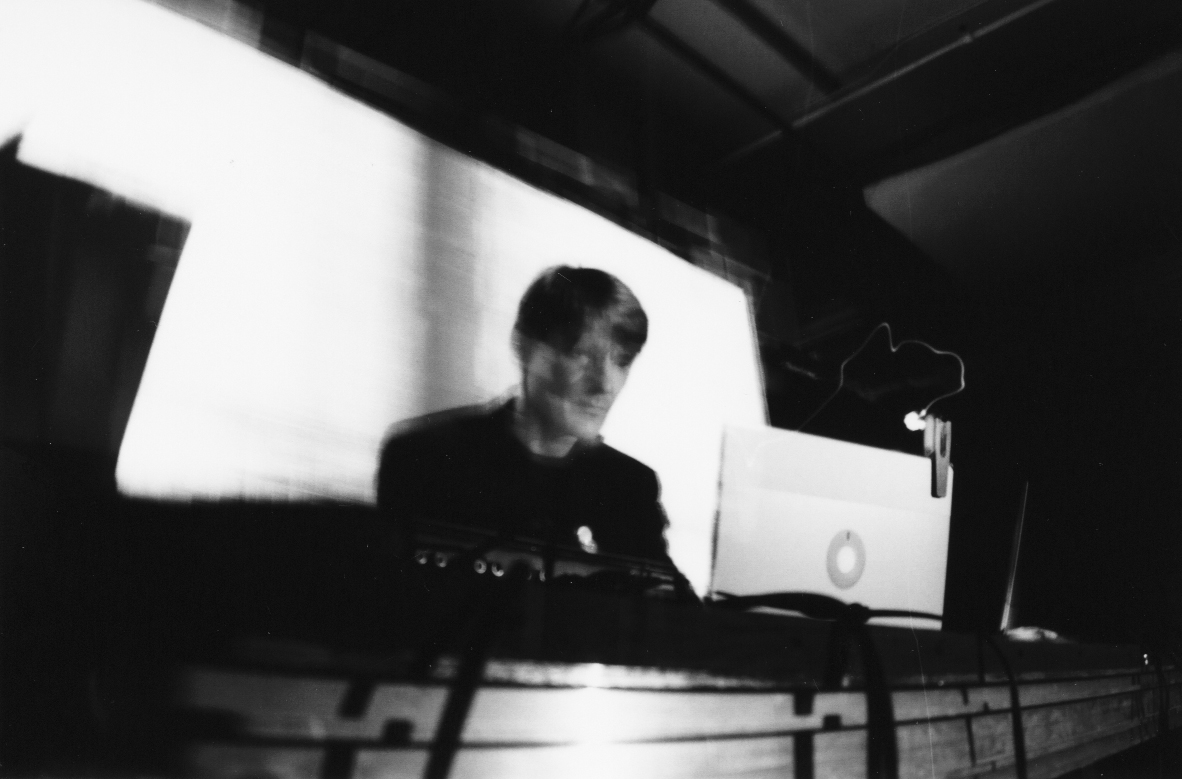
Olaf Bender.

Raster-Noton provient de la fusion en 1999 de deux labels distincts, Rastermusic et Noton. Rastermusic a été fondé en 1996 par Olaf Bender et Frank Bretschneider; Noton (plus précisément, Noton.archiv für ton und nichtton) l'a été la même année par Carsten Nicolai. Raster-Noton est basé à Chemnitz, en Allemagne.
Le label se concentre sur de la musique électronique minimaliste et notamment sur le sous-genre Glitch. Le design des pochettes est souvent peu conventionnel et également minimaliste.
Parmi les musiciens et groupes ayant contribué au catalogue du label, il est possible de citer : Franz Pomassl, Frank Bretschneider (Komet), Carsten Nicolai (Alva Noto), Ilpo Vaisanen et Mika Vainio (Pan Sonic), Ryoji Ikeda, Ivan Pavlov (CoH), Thomas Brinkmann, Robin Rimbaud (Scanner), Coil (ElPH), Wolfgang Voigt, Olaf Bender (Byetone), Richard Chartier, Kim Cascone, Frans de Waard, Roel Meelkop et Peter Duimelinks (Goem), Jens Massel (Senking) et Taylor Deupree.

## Catalogue

### Albums
- 1997 : φ + Noto - Mikro Makro (r-n 006)
- 1997 : Goem - Stud Stim (r-n 007)
- 1997 : Noto - Infinity (r-n 008)
- 1998 : w.basinski - Shortwavemusic (vyr 012)
- 1998 : m.behrens - Final Ballet (r-n 013)
- 1998 : Kim Cascone - Blue Cube (r-n 014)
- 1999 : Noto - Empty Garden (ltd 009)
- 2000 : Noto - Telefunken (r-n 032)
- 2001 : Robert Lippok - Open Close Open (r-n 037)
- 2001 : Carl Michael von Hausswolff - Strom (r-n 038)
- 2001 : φ + Noto - Wohltemperiert (r-n 039)
- 2001 : Ryoji Ikeda + Noto - Cyclo (vyr 041)
- 2001 : Divers - (o)acis (r-n 042)
- 2002 : Noto - Endless Loop (e, f, g, h) (vyr 045)
- 2002 : w.basinski - The River (r-n 048)
- 2002 : Nibo - con.duct. spc.trm (r-n 049)
- 2002 : Alva Noto + Ryuichi Sakamoto - Vrioon (r-n 050)
- 2003 : Divers - Frequencies (Hz) (ltd 008)
- 2003 : Alva Noto - Transrapid (vyr 051)
- 2003 : Carsten Nicolai - Weltecho (box) (r-n 052)
- 2003 : Alva Noto - Sonar Endless Loop Edition III (vyr 055)
- 2004 : Divers - Archiv.1 (r-n 056)
- 2004 : Alva Noto - Transall: Transrapid (r-n 061)
- 2005 : Alva Noto - Transall: Transvision (r-n 062)
- 2005 : Alva Noto - Transall: Transspray (r-n 063)
- 2005 : Alva Noto + Ryuichi Sakamoto - Insen (r-n 065)
- 2005 : Alva Noto - Transall Collector's Box (r-n 066)
- 2006 : Carl Michael von Hausswolff - Leech (r-n 067)
- 2006 : Divers - notations archiv 1 (r-n 070)
- 2006 : Alva Noto + Ryuichi Sakamoto - Revep (r-n 072)
- 2006 : Kangding Ray - Stabil (r-n 073)
- 2006 : Pixel - Set Your Center Between Your Parts in Order to (r-n 074)
- 2006 : Richard Chartier - Incidence (r-n 075)
- 2006 : Alva Noto + Ryuichi Sakamoto - Insen Live (r-n 076)
- 2008 : Alva Noto + Ryuichi Sakamoto with Ensemble Modern - utp_ (r-n 096)

### 20' to 2000
20' to 2000 est une série de douze CD publiés pendant l'année 1999, chaque artiste de chaque mois produisant un projet de 20 minutes. Chaque disque est packagé dans un fin boitier de plastique possédant un centre creux ; un kit séparé, contenant douze aimants, s'introduit dans ce centre afin de joindre les douze disques. La série a reçu le prix Golden Nica du festival Ars Electronica en 2000.
- Janvier : Komet ;
- Février : Ilpo Vaisanen ;
- Mars : Ryoji Ikeda ;
- Avril : CoH ;
- Mai : Byetone ;
- Juin : Senking ;
- Juillet : Thomas Brinkmann ;
- Août : Robin Rimbaud ;
- Septembre : Noto ;
- Octobre : Mika Vainio ;
- Novembre : Wolfgang Voigt ;
- Décembre : elph.zwölf.